# Stefan Kogler (Skirennläufer)
Stefan Kogler (* 2. Juli 1981 in Tegernsee) ist ein ehemaliger deutscher Skirennläufer und heutiger Trainer. Der Slalomspezialist wohnt in Hausham und startete für den SC Schliersee. Er gehörte der Sportfördergruppe der Bundeswehr an, beendete seine aktive Karriere im April 2011 und arbeitet derzeit als Trainer im Deutschen Skiverband DSV.

## Karriere
Kogler wurde mehrfacher deutscher Jugendmeister. Der erste Sieg in einem FIS-Rennen gelang ihm im Dezember 1999. In den Jahren 2000 und 2001 nahm er an zwei Juniorenweltmeisterschaften teil. Seinen bis dahin größten Erfolg erzielte er bei den Juniorenweltmeisterschaften 2001 in Verbier, als er die Goldmedaille im Slalom gewann. Daraufhin durfte er beim Saisonfinale in Åre erstmals im Weltcup starten, schied jedoch im ersten Durchgang aus.
Am 10. Februar 2002 gewann Kogler im Slalom von Sappada seine ersten Punkte im Europacup und am nächsten Tag fuhr er mit Platz sieben im zweiten Slalom zum ersten Mal unter die besten zehn. Nach einem weiteren siebenten Platz zu Saisonende in Le Grand-Bornand erzielte er allerdings in den nächsten Jahren keine weiteren Top-10-Resultate. Erst im Winter 2004/05 fuhr er wieder in mehreren Europacuprennen unter die besten zehn und wurde zudem Deutscher Meister im Slalom. Ab Januar 2004 nahm Kogler vermehrt an Weltcup-Slaloms teil, erreichte aber vorerst in keinem Rennen den zweiten Durchgang. Im Europacup erzielte er in der Saison 2007/08 zwei zweite Plätze in den Slaloms von Nauders und Garmisch-Partenkirchen und erreichte mit weiteren fünf Top-10-Ergebnissen den dritten Platz in der Slalomwertung. 
Zu Beginn der Saison 2008/09 gewann Kogler seine ersten und einzigen Weltcuppunkte. Am 16. November 2008 fuhr er im Slalom von Levi auf Platz 16 und am 22. Dezember im Slalom von Alta Badia auf Rang 18. Danach kam er aber wie schon zuvor in keinem Rennen in den zweiten Durchgang. Bei den Weltmeisterschaften 2009 in Val-d’Isère fiel er ebenfalls im ersten Durchgang aus. Im Europacup erzielte er in den Saisonen 2008/09 und 2009/10 mehrere Top-10-Ergebnisse. Im März 2010 wurde er zum zweiten Mal Deutscher Slalommeister und er gewann die Bronzemedaille im Slalom bei den Winter-Militärweltspielen 2010 in Pila. 
Nachdem sich in der Saison 2010/11 keine Erfolge einstellten beendete Kogler im April 2011 seine Karriere. Er arbeitet nun als Trainer im Deutschen Skiverband.

## Sportliche Erfolge

### Juniorenweltmeisterschaften
- Québec 2000: 23. Slalom, 50. Riesenslalom, 57. Abfahrt
- Verbier 2001: 1. Slalom, 36. Riesenslalom, 39. Super-G

### Weltcup
- 2 Platzierungen unter den besten 20

### Europacup
- Saison 2007/08: 3. Slalomwertung
- 2 Podestplätze

### Weitere Erfolge
- Deutscher Meister im Slalom 2005 und 2010
- Bronze im Slalom bei den Winter-Militärweltspielen 2010
- 24 Siege in FIS-Rennen